# Срісакет Сор Рунгвісаі
Срісакет Сонг Рунгвісаї (тай. ศรีสะเกษ ศ.รุ่งวิสัย); ім'я при народженні Вісаксил Вангек (тай. วิศักดิ์ศิลป์ วังเอก); нар. 8 грудня 1986, провінція Сісакет) — тайський боксер професіонал, чемпіон світу за версією WBC у другій найлегшій вазі (2013 — 2014, 2017 — 2019).

## Біографія
Народився в тайській провінції Сісакет, у дуже бідній родині, через що в тринадцять років був змушений пройти шістдесять миль аби потрапити до Бангкоку для постійного проживання. Там він влаштувався прибиральником сміття в одному з універмагів. Він жив настільки тяжко, що був змушений їсти недоїдки.

### Професіональна кар'єра
У першому поєдинку, що відбувся 17 березня 2009, Рунгвісаі був нокаутований японцем Акірою Яегаші, а з перших трьох боїв отримав перемогу лише в одному. Проте,  2010 року він підписав контракт з Nakornloung Promotion. Рунгвісаї виграв та захистив пояс WBC Asia Superflyweight 5 разів. 2013 року він кинув виклик чемпіону світу за версією WBC у другій найлегшій вазі японцю Йота Сато та нокаутував його 3 травня 2013 року у третьому раунді, завоювавши таким чином звання чемпіона. Це сталося в його рідній провінції Сісакет.
31 травня 2014 року втратив титул, програвши непереможному мексиканцю Карлосу Куадрасу.

#### Срісакет Рунгвісаі проти Романа Гонсалеса
Після перемоги над непереможним до цього нікарагуаським чемпіоном Романом Гонсалесом, яка сталася 18 березня 2017 рішенням більшості суддів, Рунгвісаі знов став чемпіоном WBC у другій найлегшій вазі. 
Після цього став поліцейським у провінції Сісакет.
Перемога Рунгвісаі в першому бою з Гонсалесом не була переконливою, екс-чемпіон вважав, що виграв той бій і вимагав реваншу. 9 вересня 2017 Рунгвісаі в реванші переміг Романа Гонсалеса вдруге, цього разу — нокаутом у третьому раунді.
За версією канала ESPN нокаутуючий удар Рунгвісаі став нокаутом року.

#### Срісакет Рунгвісаі проти Хуана Франсіско Естради
24 лютого 2018 року Рунгвісаі здобув перемогу за очками одностайним рішенням суддів над мексиканцем Хуаном Франсіско Естрада.
26 квітня 2019 року Естрада зумів взяти реванш за поразку, вигравши за очками одностайним рішенням суддів і відібравши у Рунгвісаі звання чемпіона.
25 червня 2022 року вийшов на бій проти чемпіона світу за версією WBC американця Джессі Родрігеса і програв технічним нокаутом у восьмому раунді.